# دغليان بالا (آذغان)
دغليان بالا (بالفارسية: دغلیان بالا) هي منطقة سكنية تقع في إيران في قسم آذغان الریفي. يقدر عدد سكانها بـ 221 نسمة .